# Saison 2014-2015 du Real Madrid
Maillots
Dernière mise à jour : 23 mai 2015.
Chronologie
Saison précédente Saison suivante
Cette saison fait suite à la saison 2013-2014 qui a vu le Real Madrid remporter la Coupe du Roi et la Ligue des Champions. Cette saison est par ailleurs la 84e du club en Liga.
Lors de la saison 2014-2015, le Real Madrid est engagé dans six compétitions officielles : Supercoupe de l'UEFA, Supercoupe d'Espagne, Coupe du monde des clubs de la FIFA, Liga BBVA, Coupe du Roi et la Ligue des Champions.
Lors de cette saison, le Real remporte deux titres : la Supercoupe de l'UEFA et la Coupe du monde des clubs de la FIFA.
Le président du Real Madrid, Florentino Pérez, annonce à la fin de la saison le limogeage de l'entraîneur Carlo Ancelotti, victime d'une seconde saison relativement décevante. À la suite de cela, Florentino Pérez nomme  Rafael Benítez au poste d'entraîneur du club.

## Pré-saison et transferts
Le club officialise l'arrivée de Toni Kroos en provenance du Bayern Munich, pour un transfert d'environ 30 millions d'euros le 3 juillet 2014, mais aussi celle de Keylor Navas, en provenance de Levante UD, pour un montant de 10 millions d'euros, le 16 juillet 2014. Le 22 juillet, le Colombien James Rodríguez de l'AS Monaco a également signé avec le Real Madrid, pour 80 millions d'euros. Le 25 août, le club officialise le départ de Ángel Di María à Manchester United pour 75 millions d'euros et le 29 août, celui de Xabi Alonso pour le Bayern Munich.

## Matchs amicaux et tournée
Le 27 juillet, le club madrilène dispute la première journée de phase de poule contre l'Inter Milan lors de l'International Champions Cup aux États-Unis.
Le 30 juillet, le Real dispute la seconde journée de phase de poule contre l'AS Rome lors de l'International Champions Cup aux États-Unis.
Le 2 août, le Real dispute la troisième journée de phase de poule de l'International Champions Cup face à Manchester United aux États-Unis.
Le 16 août, Le Real Madrid se déplace en Pologne pour affronter la Fiorentina au Stade national de Varsovie à l'occasion d'un match amical.
Le 30 décembre, Le Real Madrid se déplace aux Émirats arabes unis pour affronter l'AC Milan au 7he Sevens à l'occasion de la Dubai Challenge Cup.

## Effectif professionnel

### Joueurs prêtés pour la saison 2014-2015
Le tableau suivant liste l'effectif de Real Madrid CF  des joueurs en prêts pour la saison 2014-2015.
| Joueurs prêtés |      |                 |                   |           |               |  |
| \| P. \| Nat. \| Nom \| Date de naissance \| Sélection \| Club en prêt \| \| \| M \| \| Denis Cheryshev \| 26 décembre 1990 (34 ans) \| Russie \| Villarreal CF \| \| \| M \| \| Casemiro \| 22 février 1992 (33 ans) \| Brésil \| FC Porto \| \| |      |                 |                   |           |               |  |
| P. | Nat. | Nom             | Date de naissance | Sélection | Club en prêt  |  |
| M |      | Denis Cheryshev | 26 décembre 1990  | Russie    | Villarreal CF |  |
| M |      | Casemiro        | 22 février 1992   | Brésil    | FC Porto      |  |

| P. | Nat. | Nom             | Date de naissance | Sélection | Club en prêt  |  |
| M  |      | Denis Cheryshev | 26 décembre 1990  | Russie    | Villarreal CF |  |
| M  |      | Casemiro        | 22 février 1992   | Brésil    | FC Porto      |  |

## Recrutement

### Arrivées
| Joueur           | Pays       | Âge | Poste     | Type de transfert | Durée                | Indemnité | Période         | Provenance                                  |
| ---------------- | ---------- | --- | --------- | ----------------- | -------------------- | --------- | --------------- | ------------------------------------------- |
| Denis Cheryshev  | Russie     | 23  | Attaquant | Retour de prêt    | 3 ans (2017)         | 0€        | Mercato d'été   | FC Séville (Liga BBVA)                      |
| Nuri Şahin       | Turquie    | 25  | Milieu    | Retour de prêt    | 1 an (juin 2015)     | 0€        | Mercato d'été   | Borussia Dortmund (Bundesliga)              |
| Toni Kroos       | Allemagne  | 24  | Milieu    | Transfert         | 6 ans (2020)         | 30 M€     | Mercato d'été   | Bayern Munich (Bundesliga)                  |
| James Rodríguez  | Colombie   | 23  | Milieu    | Transfert         | 6 ans (2020)         | 80 M€     | Mercato d'été   | AS Monaco (Ligue 1)                         |
| Keylor Navas     | Costa Rica | 27  | Gardien   | Transfert         | 6 ans (2020)         | 10 M€     | Mercato d'été   | Levante UD (Liga BBVA)                      |
| Fernando Pacheco | Espagne    | 22  | Gardien   | Promotion         | 2 ans (2016)         | 0€        | Mercato d'été   | Real Madrid Castilla (Segunda División)     |
| Chicharito       | Mexique    | 26  | Attaquant | Prét              | 1 an (2015)          | -         | Mercato d'été   | Manchester United (Barclays Premier League) |
| Lucas Silva      | Brésil     | 21  | Milieu    | Transfert         | 5 ans et demi (2020) | 14 M€     | Mercato d'hiver | Cruzeiro (Brasileirão)                      |

### Départs
| Joueur          | Nationalité | Âge | Poste     | Type de transfert | Durée        | Indemnité | Période       | Destination                                   |
| --------------- | ----------- | --- | --------- | ----------------- | ------------ | --------- | ------------- | --------------------------------------------- |
| Ezequiel Garay  | Argentine   | 27  | Défenseur | Clause de contrat | -            | 6 M€      | Mercato d'été | Zénith Saint-Pétersbourg (SOGAZ Championship) |
| Denis Cheryshev | Russie      | 23  | Attaquant | Prêt              | 1an (2015)   | -         | Mercato d'été | Villarreal CF (Liga BBVA )                    |
| Nuri Şahin      | Turquie     | 25  | Milieu    | Transfert         | 2 an (2016)  | 7 M€      | Mercato d'été | Borussia Dortmund (Bundesliga)                |
| Casemiro        | Brésil      | 22  | Milieu    | Prêt              | 1 an (2016)  | -         | Mercato d'été | FC Porto (Liga ZON Sagres)                    |
| Álvaro Morata   | Espagne     | 21  | Attaquant | Transfert         | 5 ans (2019) | 20 M€     | Mercato d'été | Juventus Turin (Serie A TIM)                  |
| Jesús Fernández | Espagne     | 26  | Gardien   | Transfert         | -            | 0€        | Mercato d'été | Levante UD (Liga BBVA)                        |
| Diego López     | Espagne     | 32  | Gardien   | Transfert         | -            | 0€        | Mercato d'été | AC Milan (Serie A TIM)                        |
| Ángel Di María  | Argentine   | 26  | Milieu    | Transfert         | 5 an (2019)  | 75M€      | Mercato d'été | Manchester United (Barclays Premier League)   |
| Xabi Alonso     | Espagne     | 32  | Milieu    | Transfert         | 2 an (2016)  | 8M€       | Mercato d'été | Bayern Munich (Bundesliga)                    |

## Les rencontres de la saison

### Matchs amicaux
| Date                        | Adversaire        | Division | Lieu                                              | Score        | Buteurs                         |
| International Champions Cup |                   |          |                                                   |              |                                 |
| 27 juillet 2014             | Inter Milan       | D1       | California Memorial Stadium, Berkeley, Californie | 1-1 (2-3tab) | Bale 10e                        |
| 30 juillet 2014             | AS Rome           | D1       | Cotton Bowl, Dallas, Texas                        | 0-1          |                                 |
| 2 août 2014                 | Manchester United | D1       | Michigan Stadium, Ann Arbor, Michigan             | 3-1          | Bale 27e (pen.)                 |
| Match amical                |                   |          |                                                   |              |                                 |
| 16 août 2014                | Fiorentina        | D1       | Stadion Narodowy, Varsovie, Pologne               | 2-1          | Ronaldo 4e                      |
| Trophée Santiago Bernabéu   |                   |          |                                                   |              |                                 |
| août 2014                   | River Plate       | D1       | Santiago Bernabéu, Madrid, Espagne                | Non joué     | Non joué                        |
| Dubai Challenge Cup         |                   |          |                                                   |              |                                 |
| 30 décembre 2014            | AC Milan          | D1       | 7he Sevens, Dubaï, Émirats arabes unis            | 4-2          | Ronaldo 35e, Benzema 84e (pen.) |

### Supercoupe de l'UEFA
| Date       | J.     | Adversaire | Lieu                          | Score | Buteurs         |
| ---------- | ------ | ---------- | ----------------------------- | ----- | --------------- |
| 12/08/2014 | Finale | Séville FC | Cardiff City Stadium, Cardiff | 2-0   | Ronaldo 30e 49e |

Le 12 août 2014 le Real Madrid remporte la Supercoupe de l'UEFA face à Séville FC.
| Supercoupe de l'UEFA Vainqueur 2014 |
| ----------------------------------- |
| Real Madrid 2e Titre                |

### Supercoupe d'Espagne
| Date       | J.     | Adversaire      | Lieu                      | Score | Buteurs   |
| ---------- | ------ | --------------- | ------------------------- | ----- | --------- |
| 19/08/2014 | Aller  | Atlético Madrid | Santiago Bernabéu, Madrid | 1-1   | James 81e |
| 22/08/2014 | Retour | Atlético Madrid | Vicente-Calderón, Madrid  | 1-0   |           |

Le Real Madrid perd la finale face à l'Atlético Madrid.

### Coupe du monde des clubs de la FIFA
| Date       | Tour        | Adversaire  | Lieu                                | Score | Buteurs                                    |
| ---------- | ----------- | ----------- | ----------------------------------- | ----- | ------------------------------------------ |
| 16/12/2014 | Demi-finale | Cruz Azul   | Grand Stade de Marrakech, Marrakech | 0-4   | Ramos 15e, Benzema 36e, Bale 50e, Isco 72e |
| 20/12/2014 | Finale      | San Lorenzo | Grand Stade de Marrakech, Marrakech | 2-0   | Ramos 37e, Bale 51e                        |

Le 20 décembre 2014 le Real Madrid remporte la Coupe du monde des clubs de la FIFA face à San Lorenzo.
| Coupe du monde des clubs Vainqueur 2014 |
| --------------------------------------- |
| Real Madrid 1er Titre                   |

### Coupe du Roi
| Date       | Tour                  | Adversaire      | Lieu                            | Score | Buteurs                                                  |
| ---------- | --------------------- | --------------- | ------------------------------- | ----- | -------------------------------------------------------- |
| 29/10/2014 | 1/16e finale (aller)  | UE Cornellà     | Cornellà-El Prat, Barcelone     | 1-4   | Varane 10e 36e, Chicharito 53e, Marcelo 75e              |
| 02/12/2014 | 1/16e finale (retour) | UE Cornellà     | Santiago Bernabéu, Madrid       | 5-0   | James 16e 34e, Isco 32e, Borja López 60e (csc), Jesé 77e |
| 07/01/2015 | 1/8e finale (aller)   | Atlético Madrid | Vicente Calderón, Madrid        | 2-0   |                                                          |
| 15/01/2015 | 1/8e finale (retour)  | Atlético Madrid | Stade Santiago Bernabeu, Madrid | 2-2   | Ramos 20e, Ronaldo 54e                                   |

Le Real Madrid est éliminé par l'Atlético Madrid en 1/8e de finale.

### Ligue des Champions de l'UEFA

#### Phase de Groupes
| Date       | J.     | Adversaire         | Lieu                      | Score | Buteurs                                                        |
| ---------- | ------ | ------------------ | ------------------------- | ----- | -------------------------------------------------------------- |
| 16/09/2014 | 1re J. | FC Bâle            | Santiago Bernabéu, Madrid | 5-1   | Suchý 14e (csc), Bale 30e, Ronaldo 31e, James 37e, Benzema 79e |
| 01/10/2014 | 2e J.  | Ludogorets Razgrad | Ludogorets Arena, Razgrad | 1-2   | Ronaldo 24e (pen.), Benzema 77e                                |
| 22/10/2014 | 3e J.  | Liverpool FC       | Anfield, Liverpool        | 0-3   | Ronaldo 23e, Benzema 30e 41e                                   |
| 04/11/2014 | 4e J.  | Liverpool FC       | Santiago Bernabéu, Madrid | 1-0   | Benzema 27e                                                    |
| 26/11/2014 | 5e J.  | FC Bâle            | Parc Saint-Jacques, Bâle  | 0-1   | Ronaldo 35e                                                    |
| 09/12/2014 | 6e J.  | Ludogorets Razgrad | Santiago Bernabéu, Madrid | 4-0   | Ronaldo 20e (pen.), Bale 38e, Arbeloa 80e, Medrán 88e          |

| Rang | Équipe             | Pts | J | G | N | P | Bp | Bc | Diff |  | Résultats (▼ dom., ► ext.) |     |     |     |     |
| ---- | ------------------ | --- | - | - | - | - | -- | -- | ---- |  | -------------------------- | --- | --- | --- | --- |
| 1    | Real Madrid        | 18  | 6 | 6 | 0 | 0 | 16 | 2  | +14  |  | Real Madrid                |     | 5-1 | 1-0 | 4-0 |
| 2    | FC Bâle            | 7   | 6 | 2 | 1 | 3 | 7  | 8  | -1   |  | FC Bâle                    | 0-1 |     | 1-0 | 4-0 |
| 3    | Liverpool FC       | 5   | 6 | 1 | 2 | 3 | 5  | 9  | -4   |  | Liverpool FC               | 0-3 | 1-1 |     | 2-1 |
| 4    | Ludogorets Razgrad | 4   | 6 | 1 | 1 | 4 | 5  | 14 | -9   |  | Ludogorets Razgrad         | 1-2 | 1-0 | 2-2 |     |

#### 1/8 de finale
| Date       | Tour   | Adversaire | Lieu                         | Score | Buteurs                      |
| ---------- | ------ | ---------- | ---------------------------- | ----- | ---------------------------- |
| 18/02/2015 | Aller  | Schalke 04 | Veltins-Arena, Gelsenkirchen | 0-2   | Ronaldo 26e, Marcelo 79e     |
| 10/03/2015 | Retour | Schalke 04 | Santiago Bernabéu, Madrid    | 3-4   | Ronaldo 25e 45e, Benzema 53e |

#### 1/4 de finale
| Date       | Tour   | Adversaire      | Lieu                      | Score | Buteurs        |
| ---------- | ------ | --------------- | ------------------------- | ----- | -------------- |
| 14/04/2015 | Aller  | Atlético Madrid | Vicente-Calderón, Madrid  | 0-0   |                |
| 22/04/2015 | Retour | Atlético Madrid | Santiago Bernabéu, Madrid | 1-0   | Chicharito 88e |

#### 1/2 finale
| Date       | Tour   | Adversaire     | Lieu                      | Score | Buteurs            |
| ---------- | ------ | -------------- | ------------------------- | ----- | ------------------ |
| 05/05/2015 | Aller  | Juventus Turin | Juventus Stadium, Turin   | 2-1   | Ronaldo 27e        |
| 13/05/2015 | Retour | Juventus Turin | Santiago Bernabéu, Madrid | 1-1   | Ronaldo 23e (pen.) |

Le Real Madrid est éliminé par la Juventus Turin en 1/2 finale.

### Liga BBVA
| Date       | J.     | Adversaire           | Lieu                                   | Score | Buteurs                                                                                  |
| ---------- | ------ | -------------------- | -------------------------------------- | ----- | ---------------------------------------------------------------------------------------- |
| 25/08/2014 | 1re J. | Córdoba CF           | Santiago Bernabéu, Madrid              | 2-0   | Benzema 30e, Ronaldo 90e                                                                 |
| 31/08/2014 | 2e J.  | Real Sociedad        | Anoeta, Saint-Sébastien                | 4-2   | Ramos 5e, Bale 11e                                                                       |
| 13/09/2014 | 3e J.  | Atlético Madrid      | Santiago Bernabéu, Madrid              | 1-2   | Ronaldo 26e (pen.)                                                                       |
| 20/09/2014 | 4e J.  | Deportivo La Corogne | El Riazor, La Corogne                  | 2-8   | Ronaldo 28e 41e 78e, James 36e, Bale 66e 74e, Chicharito 88e 90+2e                       |
| 23/09/2014 | 5e J.  | Elche CF             | Santiago Bernabéu, Madrid              | 5-1   | Bale 20e, Ronaldo 28e (pen.) 32e 80e (pen.) 90+2e                                        |
| 27/09/2014 | 6e J.  | Villarreal CF        | El Madrigal, Vila-real                 | 0-2   | Modrić 32e, Ronaldo 39e                                                                  |
| 05/10/2014 | 7e J.  | Athletic Bilbao      | Santiago Bernabéu, Madrid              | 5-0   | Ronaldo 2e 55e 88e, Benzema 41e 69e                                                      |
| 18/10/2014 | 8e J.  | Levante UD           | Ciutat de València, Valence            | 0-5   | Ronaldo 13e (pen.) 61e, Chicharito 38e, James 66e, Isco 82e                              |
| 25/10/2014 | 9e J.  | FC Barcelone         | Santiago Bernabéu, Madrid              | 3-1   | Ronaldo 35e (pen.), Pepe 50e, Benzema 61e                                                |
| 01/11/2014 | 10e J. | Grenade CF           | Nuevo Los Cármenes, Grenade            | 0-4   | Ronaldo 2e, James 31e 86e, Benzema 54e                                                   |
| 08/11/2014 | 11e J. | Rayo Vallecano       | Santiago Bernabéu, Madrid              | 5-1   | Bale 9e, Ramos 40e, Kroos 55e, Benzema 59e, Ronaldo 83e                                  |
| 22/11/2014 | 12e J. | SD Eibar             | Stade municipal d'Ipurua, Eibar        | 0-4   | James 23e, Ronaldo 43e 83e (pen.), Benzema 70e                                           |
| 29/11/2014 | 13e J. | Málaga CF            | La Rosaleda, Malaga                    | 1-2   | Benzema 18e, Bale 83e                                                                    |
| 06/12/2014 | 14e J. | Celta Vigo           | Santiago Bernabéu, Madrid              | 3-0   | Ronaldo 36e (pen.) 64e 81e                                                               |
| 12/12/2014 | 15e J. | UD Almería           | Stade des Jeux Méditerranéens, Almería | 1-4   | Isco 34e, Bale 42e, Ronaldo 81e 88e                                                      |
| 04/01/2015 | 17e J. | Valence CF           | La Mestalla, Valence                   | 2-1   | Ronaldo 14e (pen.)                                                                       |
| 10/01/2015 | 18e J. | Espanyol Barcelone   | Santiago Bernabéu, Madrid              | 3-0   | James 12e, Bale 28e (cf.), Nacho 76e                                                     |
| 18/01/2015 | 19e J. | Getafe CF            | Coliseum Alfonso Pérez, Getafe         | 0-3   | Ronaldo 63e 79e, Bale 67e                                                                |
| 24/01/2015 | 20e J. | Córdoba CF           | Stade Nuevo Arcángel, Cordoue          | 1-2   | Benzema 27e, Bale 88e (pen.)                                                             |
| 31/01/2015 | 21e J. | Real Sociedad        | Santiago Bernabéu, Madrid              | 4-1   | James 3e, Ramos 37e, Benzema 51e 76e                                                     |
| 04/02/2015 | 16e J. | Séville FC           | Santiago Bernabéu, Madrid              | 2-1   | James 12e, Jesé 36e                                                                      |
| 07/02/2015 | 22e J. | Atlético Madrid      | Vicente-Calderón, Madrid               | 4-0   |                                                                                          |
| 14/02/2015 | 23e J. | Deportivo La Corogne | Santiago Bernabéu, Madrid              | 2-0   | Isco 23e, Benzema 73e                                                                    |
| 22/02/2015 | 24e J. | Elche CF             | Stade Martínez-Valero, Elche           | 0-2   | Benzema 56e, Ronaldo 69e                                                                 |
| 01/03/2015 | 25e J. | Villarreal CF        | Santiago Bernabéu, Madrid              | 1-1   | Ronaldo 51e (pen.)                                                                       |
| 07/03/2015 | 26e J. | Athletic Bilbao      | San Mamés Barria, Bilbao               | 1-0   |                                                                                          |
| 15/03/2015 | 27e J. | Levante UD           | Santiago Bernabéu, Madrid              | 2-0   | Bale 18e 40e                                                                             |
| 22/03/2015 | 28e J. | FC Barcelone         | Camp Nou, Barcelone                    | 2-1   | Ronaldo 31e                                                                              |
| 05/04/2015 | 29e J. | Grenade CF           | Santiago Bernabéu, Madrid              | 9-1   | Bale 25e, Ronaldo 30e 36e 38e 54e 89e, Benzema 52e 56e, Mainz 82e (csc)                  |
| 08/04/2015 | 30e J. | Rayo Vallecano       | Estadio de Vallecas, Madrid            | 0-2   | Ronaldo 67e, James 73e                                                                   |
| 11/04/2015 | 31e J. | SD Eibar             | Santiago Bernabéu, Madrid              | 3-0   | Ronaldo 21e (cf.), Chicharito 30e, Jesé 82e                                              |
| 18/04/2015 | 32e J. | Málaga CF            | Santiago Bernabéu, Madrid              | 3-1   | Ramos 24e, James 69e, Ronaldo 90+2e                                                      |
| 26/04/2015 | 33e J. | Celta Vigo           | Balaídos, Vigo                         | 2-4   | Kroos 16e, Chicharito 24e 68e, James 43e                                                 |
| 29/04/2015 | 34e J. | UD Almería           | Santiago Bernabéu, Madrid              | 3-0   | James 44e, Mauro 48e (csc), Arbeloa 84e                                                  |
| 02/05/2015 | 35e J. | Séville FC           | Stade Ramón-Sánchez-Pizjuán, Séville   | 2-3   | Ronaldo 36e 37e 69e                                                                      |
| 09/05/2015 | 36e J  | Valence CF           | Santiago Bernabéu, Madrid              | 2-2   | Pepe 56e, Isco 83e                                                                       |
| 17/05/2015 | 37e J. | Espanyol Barcelone   | Cornellà-El Prat, Barcelone            | 1-4   | Ronaldo 58e 82e 90e, Marcelo 78e                                                         |
| 23/05/2015 | 38e J. | Getafe CF            | Santiago Bernabéu, Madrid              | 7-3   | Ronaldo 13e 32e (cf.) 34e (pen.), Chicharito 47e, James 51e (cf.), Jesé 71e, Marcelo 90e |

| Rang | Équipe                 | Pts | J  | G  | N  | P  | Bp  | Bc | Diff |
| ---- | ---------------------- | --- | -- | -- | -- | -- | --- | -- | ---- |
| 1    | FC Barcelone C C1      | 94  | 38 | 30 | 4  | 4  | 110 | 21 | +89  |
| 2    | Real Madrid SU MC      | 92  | 38 | 30 | 2  | 6  | 118 | 38 | +80  |
| 3    | Atlético Madrid T S    | 78  | 38 | 23 | 9  | 6  | 67  | 29 | +38  |
| 4    | Valence CF             | 77  | 38 | 22 | 11 | 5  | 70  | 32 | +38  |
| 5    | Séville FC C3          | 76  | 38 | 23 | 7  | 8  | 71  | 45 | +26  |
| 6    | Villarreal CF          | 60  | 38 | 16 | 12 | 10 | 48  | 37 | +11  |
| 7    | Athletic Bilbao        | 55  | 38 | 15 | 10 | 13 | 42  | 41 | +1   |
| 8    | Celta Vigo             | 51  | 38 | 13 | 12 | 13 | 47  | 44 | +3   |
| 9    | Málaga CF              | 50  | 38 | 14 | 8  | 16 | 42  | 48 | -6   |
| 10   | Espanyol Barcelone     | 49  | 38 | 13 | 10 | 15 | 47  | 51 | -4   |
| 11   | Rayo Vallecano         | 49  | 38 | 15 | 4  | 19 | 46  | 68 | -22  |
| 12   | Real Sociedad          | 46  | 38 | 11 | 13 | 14 | 44  | 51 | -7   |
| 13   | Elche CF               | 41  | 38 | 11 | 8  | 19 | 35  | 62 | -27  |
| 14   | Levante UD             | 37  | 38 | 9  | 10 | 19 | 35  | 68 | -33  |
| 15   | Getafe CF              | 37  | 38 | 10 | 7  | 21 | 33  | 64 | -31  |
| 16   | Deportivo La Corogne P | 35  | 38 | 7  | 14 | 17 | 35  | 60 | -25  |
| 17   | Grenade CF             | 35  | 38 | 7  | 14 | 17 | 29  | 64 | -35  |
| 18   | SD Eibar P             | 35  | 38 | 9  | 8  | 21 | 34  | 55 | -21  |
| 19   | UD Almería             | 32  | 38 | 8  | 8  | 22 | 35  | 64 | -29  |
| 20   | Córdoba CF P           | 20  | 38 | 3  | 11 | 24 | 22  | 68 | -46  |

Qualifications européennes
Ligue des champions 2015-2016
- 1er 2e 3e et C3 : phase de groupes
- 4e : tour de barrages pour non-champions

Ligue Europa 2015-2016
- 6e : phase de groupes
- 7e : 3e tour de qualification

Relégation
- Relégation Financière
- 18e : Repêchage
- 19e et 20e : Relégation en Liga Adelante

Abréviations
- T : Tenant du titre
- C : Vainqueur de la Coupe du Roi 2014-2015
- S : Vainqueur de la Supercoupe d'Espagne 2014
- SU : Vainqueur de la Supercoupe de l'UEFA 2014
- MC : Vainqueur du Mondial des clubs 2014
- C1 : Vainqueur de la Ligue des champions 2014-2015
- C3 : Vainqueur de la Ligue Europa 2014-2015
- P : Promus de Liga Adelante 2013-2014

Le 17 mai 2015 le Real Madrid est vice-champion.

## Statistiques individuelles

### Onze de départ (toutes compétitions)
(Mis à jour le 23 mai 2015)
| \| No. \| Pos. \| Joueur \| Titulaire \| Notes \| \| --- \| ---- \| ----------------- \| --------- \| --------------------------------- \| \| 1 \| GB \| Iker Casillas \| 47 \| Navas a 11 titularisations \| \| 3 \| DC \| Pepe \| 36 \| Varane a 36 titularisations \| \| 4 \| DC \| Sergio Ramos \| 42 \| \| \| 15 \| DD \| Daniel Carvajal \| 37 \| Arbeloa a 21 titularisations \| \| 12 \| DG \| Marcelo \| 46 \| Coentrão a 12 titularisations \| \| 8 \| MR \| Toni Kroos \| 54 \| \| \| 23 \| MO \| Isco \| 42 \| Illarramendi a 15 titularisations \| \| 10 \| MO \| James Rodríguez \| 44 \| Modrić a 24 titularisations \| \| 11 \| AiD \| Gareth Bale \| 46 \| \| \| 7 \| AiG \| Cristiano Ronaldo \| 52 \| \| \| 9 \| AC \| Karim Benzema \| 45 \| Chicharito a 12 titularisations \| | Casillas (C) Pepe Ramos Carvajal Marcelo Kroos Isco James G. Bale C. Ronaldo Benzema |                   |           |                                   |
| No. | Pos.                                                                                 | Joueur            | Titulaire | Notes                             |
| 1 | GB                                                                                   | Iker Casillas     | 47        | Navas a 11 titularisations        |
| 3 | DC                                                                                   | Pepe              | 36        | Varane a 36 titularisations       |
| 4 | DC                                                                                   | Sergio Ramos      | 42        |                                   |
| 15 | DD                                                                                   | Daniel Carvajal   | 37        | Arbeloa a 21 titularisations      |
| 12 | DG                                                                                   | Marcelo           | 46        | Coentrão a 12 titularisations     |
| 8 | MR                                                                                   | Toni Kroos        | 54        |                                   |
| 23 | MO                                                                                   | Isco              | 42        | Illarramendi a 15 titularisations |
| 10 | MO                                                                                   | James Rodríguez   | 44        | Modrić a 24 titularisations       |
| 11 | AiD                                                                                  | Gareth Bale       | 46        |                                   |
| 7 | AiG                                                                                  | Cristiano Ronaldo | 52        |                                   |
| 9 | AC                                                                                   | Karim Benzema     | 45        | Chicharito a 12 titularisations   |

### Buteurs (toutes compétitions)
(à jour après le match Real Madrid 7-3 Getafe CF, le 23 mai 2015)
| Rang                | Joueur              | Liga BBVA | Supercopa de España | Copa del Rey | Ligue des Champions | Supercoupe de l'UEFA | Coupe du monde des clubs de la FIFA | Total |
| ------------------- | ------------------- | --------- | ------------------- | ------------ | ------------------- | -------------------- | ----------------------------------- | ----- |
| 1                   | Cristiano Ronaldo   | 48        | 0                   | 1            | 10                  | 2                    | 0                                   | 61    |
| 2                   | Karim Benzema       | 15        | 0                   | 0            | 6                   | 0                    | 1                                   | 22    |
| 3                   | Gareth Bale         | 13        | 0                   | 0            | 2                   | 0                    | 2                                   | 17    |
| 3                   | James Rodríguez     | 13        | 1                   | 2            | 1                   | 0                    | 0                                   | 17    |
| 5                   | Chicharito          | 7         | 0                   | 1            | 1                   | 0                    | 0                                   | 9     |
| 6                   | Sergio Ramos        | 4         | 0                   | 1            | 0                   | 0                    | 2                                   | 7     |
| 7                   | Isco                | 4         | 0                   | 1            | 0                   | 0                    | 1                                   | 6     |
| 8                   | Marcelo             | 2         | 0                   | 1            | 1                   | 0                    | 0                                   | 4     |
| 8                   | Jesé                | 3         | 0                   | 1            | 0                   | 0                    | 0                                   | 4     |
| 10                  | Álvaro Arbeloa      | 1         | 0                   | 0            | 1                   | 0                    | 0                                   | 2     |
| 10                  | Toni Kroos          | 2         | 0                   | 0            | 0                   | 0                    | 0                                   | 2     |
| 10                  | Pepe                | 2         | 0                   | 0            | 0                   | 0                    | 0                                   | 2     |
| 10                  | Raphaël Varane      | 0         | 0                   | 2            | 0                   | 0                    | 0                                   | 2     |
| 14                  | Álvaro Medrán       | 0         | 0                   | 0            | 1                   | 0                    | 0                                   | 1     |
| 14                  | Luka Modrić         | 1         | 0                   | 0            | 0                   | 0                    | 0                                   | 1     |
| 14                  | Nacho               | 1         | 0                   | 0            | 0                   | 0                    | 0                                   | 1     |
| But contre son camp | But contre son camp | 2         | 0                   | 1            | 1                   | 0                    | 0                                   | 4     |
| Total               | Total               | 118       | 1                   | 11           | 24                  | 2                    | 6                                   | 162   |

(Les chiffres ci-dessus ne sont valables que pour les matchs officiels)
- Récapitulatif des buteurs madrilènes lors des matchs amicaux de la saison 2014-2015
  - 2 buts : Gareth Bale et Cristiano Ronaldo
  - 1 but : Karim Benzema

### Passeurs décisifs (toutes compétitions)
| Rang  | Joueur            | Liga BBVA | Supercopa de España | Copa del Rey | Ligue des Champions | Supercoupe de l'UEFA | Coupe du monde des clubs de la FIFA | Total |
| ----- | ----------------- | --------- | ------------------- | ------------ | ------------------- | -------------------- | ----------------------------------- | ----- |
| 1     | Cristiano Ronaldo | 16        | 0                   | 0            | 4                   | 0                    | 2                                   | 22    |
| 2     | James Rodríguez   | 13        | 0                   | 2            | 2                   | 0                    | 0                                   | 17    |
| 3     | Karim Benzema     | 10        | 1                   | 1            | 2                   | 1                    | 0                                   | 15    |
| 4     | Toni Kroos        | 7         | 0                   | 1            | 3                   | 0                    | 2                                   | 13    |
| 4     | Isco              | 9         | 0                   | 3            | 0                   | 0                    | 1                                   | 13    |
| 6     | Gareth Bale       | 9         | 0                   | 1            | 1                   | 1                    | 0                                   | 12    |
| 7     | Marcelo           | 7         | 0                   | 0            | 2                   | 0                    | 0                                   | 9     |
| 8     | Daniel Carvajal   | 3         | 0                   | 0            | 1                   | 0                    | 1                                   | 5     |
| 8     | Álvaro Arbeloa    | 5         | 0                   | 0            | 0                   | 0                    | 0                                   | 5     |
| 8     | Chicharito        | 4         | 0                   | 1            | 0                   | 0                    | 0                                   | 5     |
| 11    | Luka Modrić       | 3         | 0                   | 0            | 1                   | 0                    | 0                                   | 4     |
| 12    | Pepe              | 2         | 0                   | 0            | 1                   | 0                    | 0                                   | 3     |
| 13    | Jesé              | 2         | 0                   | 0            | 0                   | 0                    | 0                                   | 2     |
| 14    | Fábio Coentrão    | 0         | 0                   | 0            | 1                   | 0                    | 0                                   | 1     |
| 14    | Nacho             | 0         | 0                   | 0            | 1                   | 0                    | 0                                   | 1     |
| 14    | Sergio Ramos      | 1         | 0                   | 0            | 0                   | 0                    | 0                                   | 1     |
| Total | Total             | 91        | 1                   | 9            | 19                  | 2                    | 6                                   | 128   |

(Les chiffres ci-dessus ne sont valables que pour les matchs officiels)
- Récapitulatif des passeurs madrilènes lors des matchs amicaux de la saison 2014-2015
  - 1 passe : Ángel Di María et Jesé

## Joueur du mois
Le prix du meilleur joueur mois Mahou entre en vigueur. Le joueur ayant le plus de nominations est nommé Joueur de la saison du Real Madrid.
Avec 4 nominations, Isco est le Joueur de la saison du Real Madrid.
| Septembre | Cristiano Ronaldo | [ 4 ] |
| Octobre   | Isco              | [ 4 ] |
| Novembre  | Karim Benzema     | [ 5 ] |
| Décembre  | Isco              | [ 6 ] |
| Janvier   | James Rodríguez   | [ 7 ] |
| Février   | Isco              | [ 7 ] |
| Mars      | Isco              | [ 7 ] |

## Récompenses et distinctions
Le 11 juillet 2014, Cristiano Ronaldo reçoit le Trophée Alfredo Di Stéfano (Meilleur joueur de la Liga pour la saison 2013-2014) par le quotidien sportif espagnol Marca pour la troisième année consécutive.
Le 28 juillet 2014, Cristiano Ronaldo reçoit le Goal 50 (récompensant le meilleur footballeur du monde sur la saison 2013-2014) par le site goal.com pour la troisième année.
Le 12 août 2014, Cristiano Ronaldo reçoit le prix Homme du match UEFA lors de la Supercoupe de l'UEFA face à Séville FC en inscrivant un doublé et termine meilleur buteur de la compétition avec 2 buts en 1 matchs.
Le 28 août 2014, Cristiano Ronaldo reçoit le Prix du Meilleur joueur d'Europe décerné par l'UEFA le 28 août 2014 à Nyon.
Le 16 septembre 2014, Luka Modrić reçoit le prix Homme du match UEFA lors de la 1re journée de phase de groupes de la Ligue des champions de l'UEFA face au FC Bâle.
Le 1er octobre 2014, Karim Benzema reçoit le prix Homme du match UEFA lors de la 2e journée de phase de groupes de la Ligue des champions de l'UEFA face à Ludogorets Razgrad.
Le 22 octobre 2014, Karim Benzema reçoit le prix Homme du match UEFA lors de la 3e journée de phase de groupes de la Ligue des champions de l'UEFA face à Liverpool FC.
Le 27 octobre 2014, Cristiano Ronaldo reçoit les Prix LFP de Meilleur joueur, Meilleur attaquant et le trophée du plus beau but de la Liga pour la saison 2013-2014.
Sergio Ramos reçoit le Prix LFP du Meilleur défenseur de la Liga pour la saison 2013-2014.
Luka Modrić reçoit le Prix LFP du Meilleur milieu défensif de la Liga pour la saison 2013-2014.
Karim Benzema  reçoit le Prix BBVA du Joueur du mois d'octobre en Liga pour la saison 2014-2015.
Le 4 novembre 2014, Karim Benzema reçoit le prix Homme du match UEFA lors de la 4e journée de phase de groupes de la Ligue des champions de l'UEFA face à Liverpool FC.
Le 12 novembre 2014, Carlo Ancelotti reçoit le Prix BBVA d'entraineur du mois d'octobre en Liga pour la saison 2014-2015.
Le 26 novembre 2014, Gareth Bale reçoit le prix Homme du match UEFA lors de la 5e journée de phase de groupes de la Ligue des champions de l'UEFA face au FC Bâle.
Le 9 décembre 2014, Álvaro Arbeloa reçoit le prix Homme du match UEFA lors de la 6e journée de phase de groupes de la Ligue des champions de l'UEFA face à Ludogorets Razgrad.
Le 16 décembre 2014, Cristiano Ronaldo reçoit le prix de la personnalité sportive de l'année décerné par la BBC.
Gareth Bale et Sergio Ramos sont les Meilleurs buteurs de la Coupe du monde des clubs de la FIFA 2014 avec 2 buts.
Sergio Ramos reçoit le Ballon d'or adidas de la Coupe du monde des clubs de la FIFA 2014.
Cristiano Ronaldo reçoit le Ballon d'argent adidas de la Coupe du monde des clubs de la FIFA 2014.
Le 29 décembre 2014 lors de la cérémonie des Globe Soccer Awards à Dubai, le Real Madrid reçoit le Globe Soccer Awards du Meilleur Club de l'Année 2014.
Cristiano Ronaldo reçoit le Globe Soccer Awards du Meilleur joueur de l'année 2014 et le Globe Soccer Awards du Joueur préféré des fans de l'année 2014.
Carlo Ancelotti reçoit le Globe Soccer Awards du Meilleur entraîneur de l'année 2014 et le Globe Soccer Awards de la Meilleure attraction médiatique dans le football.
Florentino Pérez reçoit le Globe Soccer Awards du Meilleur Président de club de l'Année 2014.
James Rodríguez reçoit le Globe Soccer Awards du Joueur Révélation de l'Année 2014.
Cristiano Ronaldo termine Meilleur buteur mondial de l'année (IFFHS) 2014 avec 20 buts.
Le 12 janvier 2015, Cristiano Ronaldo devient le premier joueur de l'histoire du Real Madrid à recevoir un Ballon d'or pour la deuxième année consécutive.
Quatre joueurs du Real, Cristiano Ronaldo, Sergio Ramos, Toni Kroos et Ángel Di María font partie du FIFA/FIFPro World XI de l'année 2014.
James Rodríguez reçoit le Prix Puskás de la FIFA de l'année 2014.
Le 10 février 2015, Cristiano Ronaldo reçoit le prix Homme du match UEFA lors du match aller des huitièmes de finale de la Ligue des champions de l'UEFA face à Schalke 04.
Le 22 avril 2015, Chicharito reçoit le prix Homme du match UEFA lors du match retour des quarts de finale de la Ligue des champions de l'UEFA face à l'Atlético Madrid.
Le 7 mai 2015, Carlo Ancelotti reçoit le Prix BBVA d'entraineur du mois d'avril en Liga pour la saison 2014-2015.
Cristiano Ronaldo remporte le Pichichi et le Soulier d'or européen avec 48 buts.
Trois joueurs du Real, Cristiano Ronaldo, James Rodríguez et Toni Kroos font partie de l'Équipe-type de la Liga BBVA 2014-2015.
Cristiano Ronaldo reçoit le Prix BBVA du Joueur du mois de mai en Liga pour la saison 2014-2015.
Cristiano Ronaldo est le Meilleur buteur de la Ligue des champions avec 10 buts.